# Place Rutebeuf
La place Rutebeuf est une voie située dans le quartier des Quinze-Vingts du 12e arrondissement de Paris.

## Situation et accès
La place Rutebeuf est accessible à proximité par la ligne de métro 1 à la station Gare de Lyon.

## Origine du nom
Elle porte le nom du trouvère parisien du XIIIe siècle, Rutebeuf.

## Historique
Ancienne « voie AZ/12 » aménagée lors de la restructuration de l'îlot Chalon, elle reçoit un toponyme le 21 décembre 1988.